# اچ‌ام‌اس تاندرر (۱۹۱۱)
اچ‌ام‌اس تاندرر (۱۹۱۱) (به انگلیسی: HMS Thunderer (1911)) یک کشتی بود که طول آن ۵۸۱ فوت (۱۷۷ متر) بود. این کشتی در سال ۱۹۱۱ ساخته شد.